# Sphiximorpha barbipes
Sphiximorpha barbipes är en tvåvingeart som först beskrevs av Friedrich Hermann Loew 1853.  Sphiximorpha barbipes ingår i släktet savblomflugor, och familjen blomflugor. Inga underarter finns listade i Catalogue of Life.